# یوتاکا ناکانو
یوتاکا ناکانو (انگلیسی: Yutaka Nakano; ۱۰ ژانویهٔ ۱۹۵۱ – ) بازیگر، و صداپیشگی در ژاپن اهل ژاپن بود.